# یونیون استار (میزوری)
یونیون استار (به انگلیسی: Union Star) یک شهر در ایالات متحده آمریکا است که در شهرستان دیکلب، میزوری واقع شده‌است. یونیون استار ۰٫۶۷ کیلومتر مربع مساحت و ۴۳۷ نفر جمعیت دارد و ۲۹۲ متر بالاتر از سطح دریا واقع شده‌است.